# Tz报
Tz报（直译：日报），是一家位于慕尼黑的小报出版商，隶属于德国新闻家德克·伊本持有的媒体组织Münchner Merkur/tz。小报主要流通领域包括慕尼黑和上巴伐利亚的周边地区。编辑主要为Münchner Merkur的拥有者、德克·伊本和阿尔冯·德赛尔。德赛尔也是上巴伐利亚人民报的CEO。主编为鲁道夫·博格尔（Rudolf Bögel）, 曾任慕尼黑晚报主编。
在2016年第二季度的日均销量为114612份，与1998年相比下降23.6％。